# Servigny-lès-Raville
Servigny-lès-Raville là một xã trong vùng Grand Est, thuộc tỉnh Moselle, quận Metz-Campagne, tổng Pange. Tọa độ địa lý của xã là 49° 04' vĩ độ bắc, 06° 27' kinh độ đông. Servigny-lès-Raville nằm trên độ cao trung bình là 300 mét trên mực nước biển, có điểm thấp nhất là 229 mét và điểm cao nhất là 344 mét. Xã có diện tích 14,2 km², dân số vào thời điểm 1999 là 343 người; mật độ dân số là 24 người/km².

## Thông tin nhân khẩu
| 1962 | 1968 | 1975 | 1982 | 1990 | 1999 |
| ---- | ---- | ---- | ---- | ---- | ---- |
| 247  | 258  | 266  | 294  | 347  | 343  |